# Fujitec

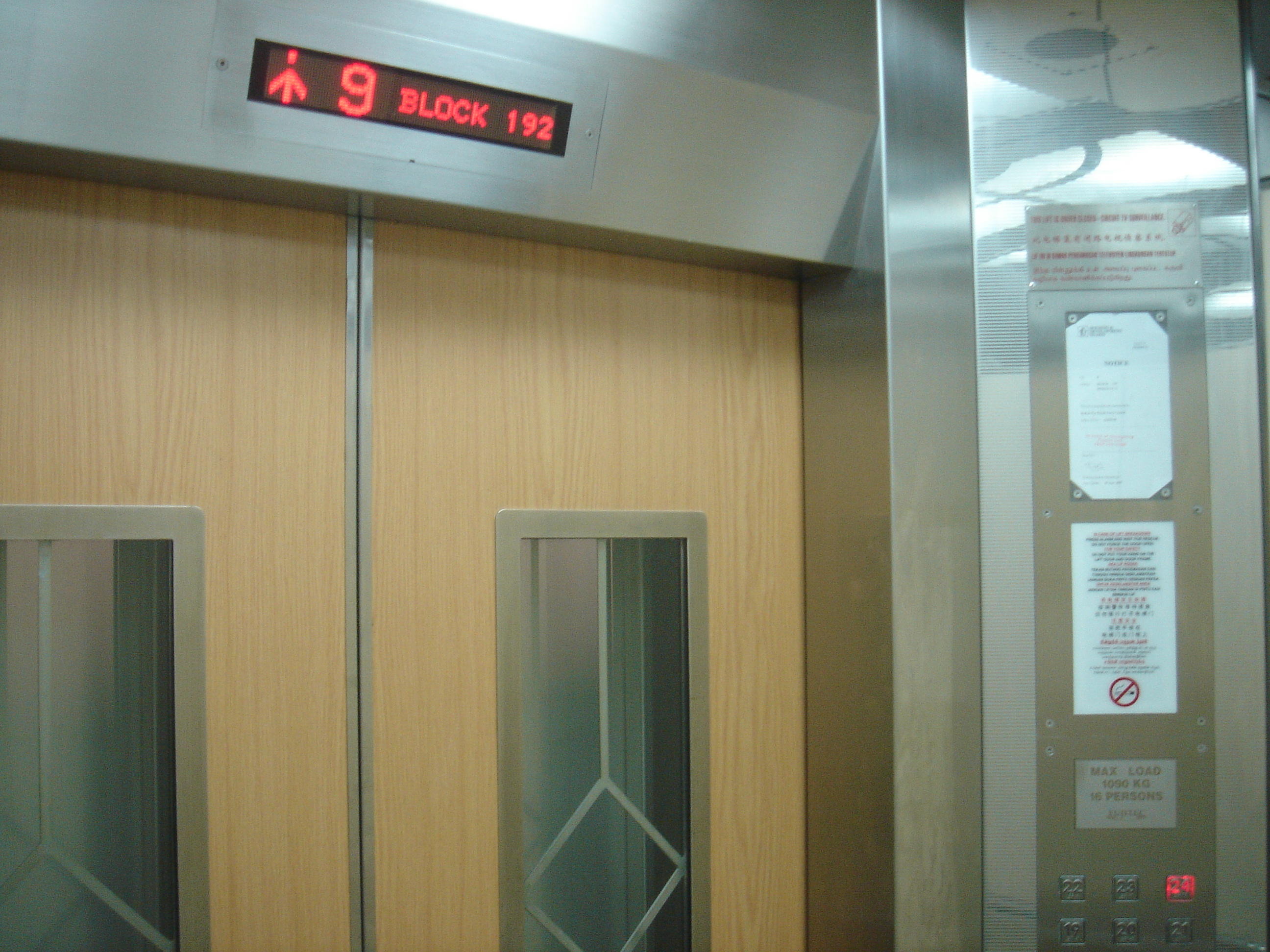
Un ascenseur résidentiel Fujitec à Singapour.

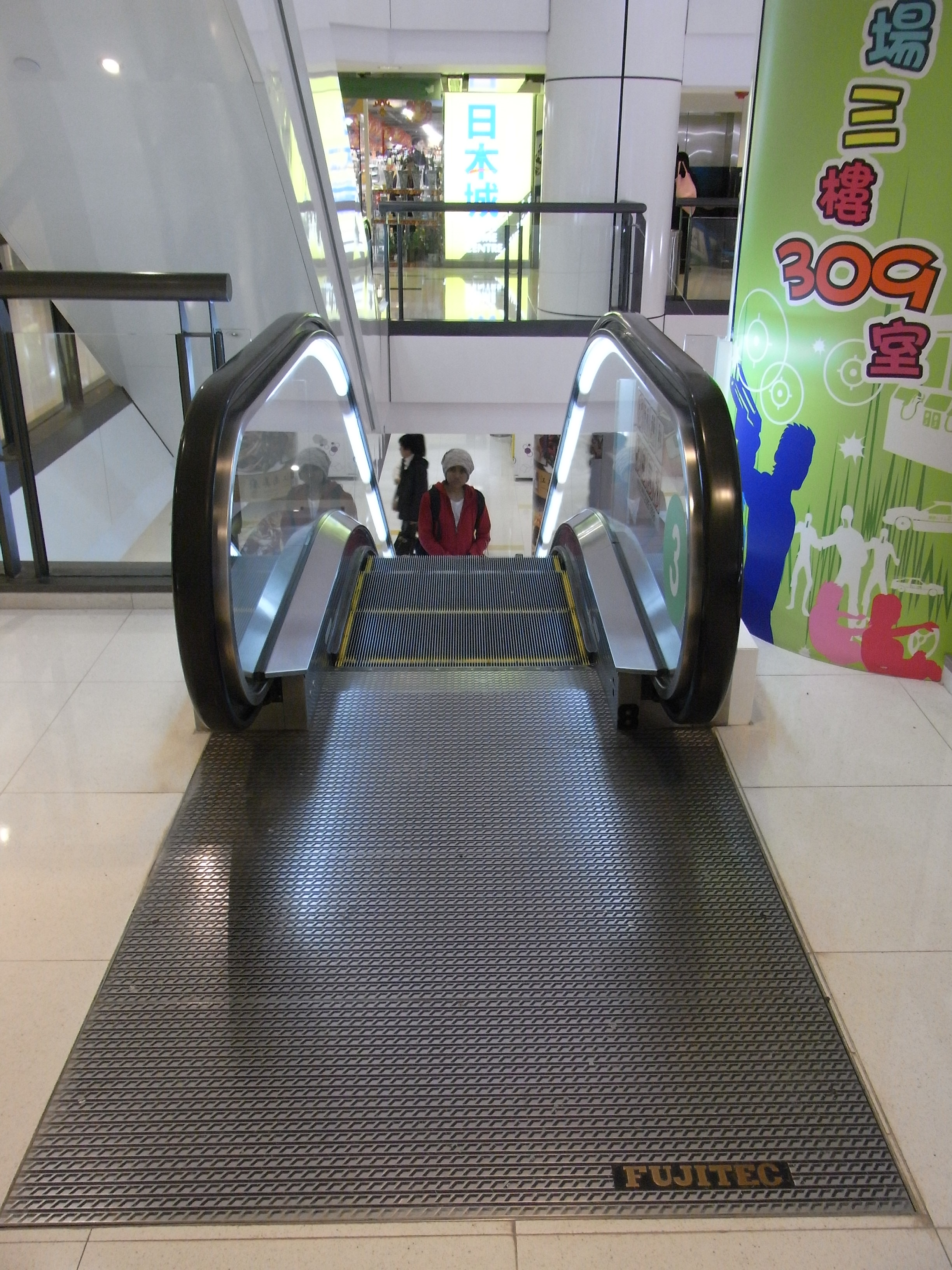
Escalateur Fujitec

Fujitec Co., Ltd. (フジテック株式会社, Fujitekku Kabushiki-gaisha) (TSE : 6406) est une entreprise qui fabrique des ascenseurs, escalators, et des équipements de stationnement vertical mécanisés. Elle a été fondée au Japon en 1948, et s'est étendue dans de nombreux pays à travers le monde.

## Aperçu
Le siège de Fujitec est à Miyatacho, Hikone, préfecture de Shiga au Japon (le siège a été transféré à partir d'Ibaraki, préfecture d'Osaka le 3 avril 2006). Au Japon, Fujitec a une usine d'ascenseur à Hikone et une usine d'escalateur à Toyooka, préfecture d'Hyogo. Pour l'étranger, il a des usines d'ascenseur aux États-Unis (Ohio), Singapour, Indonésie, Chine (banlieue de Beijing), Taïwan, Hong Kong et la Corée du Sud et une usine d'escalators à Shanghai en Chine.